# Gévezé
Gévezé är en kommun i departementet Ille-et-Vilaine i regionen Bretagne i nordvästra Frankrike. Kommunen ligger i kantonen Rennes-Nord-Ouest som tillhör arrondissementet Rennes. År 2022 hade Gévezé 5 987 invånare.

## Befolkningsutveckling
Antalet invånare i kommunen Gévezé
Referens:INSEE